# Gardênia Gonçalves
Maria Gardênia Santos Ribeiro Gonçalves (Floriano, 1 de março de 1940), é uma política brasileira filiada ao Partido da Social Democracia Brasileira (PSDB). Era casada com o ex-governador, ex-senador, ex-prefeito e ex-deputado federal João Castelo. Foi prefeita de São Luís, de 1 de janeiro de 1986 a 1 de janeiro de 1989.

## Carreira política
Realizou seus estudos em Caxias. Tornou-se primeira-dama do Maranhão em 1979. Em 1985, com apoio de João Castelo, elegeu-se prefeita de PDS, derrotando Jaime Santana, se torando a primeira mulher a ser eleita para a prefeitura da capital maranhense.
Em 1994, foi candidata a vice-presidente na chapa de Esperidião Amin pelo PPR.